# شاه‌گنج
شاه‌گنج (به انگلیسی: Shahganj) یک منطقهٔ مسکونی در هند است که در شهرستان جون‌پور واقع شده‌است.

## خصوصیات
شاه‌گنج ۲۶٬۶۵۶ نفر جمعیت دارد و ۳۰۳ متر بالاتر از سطح دریا واقع شده‌است.